# Ebenezer Assifuah
Ebenezer Kofi Assifuah-Inkoom (ur. 3 lipca 1993 w Akrze) – ghański piłkarz grający na pozycji napastnika w klubie Le Havre AC.

## Kariera piłkarska
Swoją karierę piłkarską Assifuah rozpoczął w klubie Proud United. W 2011 roku został piłkarzem grającego w Division One, Sekondi Eleven Wise. Grał w nim przez rok. W 2012 roku przeszedł do Liberty Professionals i przez rok grał w nim w Premier League.
W sierpniu 2013 roku Assifuah podpisał pięcioletni kontrakt z FC Sion. Swój debiut w nim zanotował 25 września 2013 w zwycięskim 2:1 domowym meczu z Lausanne Sports. 7 czerwca 2015 wystąpił w wygranym 3:0 finale Pucharu Szwajcarii z FC Basel.
W 2017 roku odszedł do Le Havre AC.
| Sezon   | Klub                  | Kraj       | Rozgrywki      | Mecze | Gole |
| ------- | --------------------- | ---------- | -------------- | ----- | ---- |
| 2011/12 | Sekondi Eleven Wise   | Ghana      | Division One   | ?     | ?    |
| 2012/13 | Liberty Professionals | Ghana      | Premier League | ?     | ?    |
| 2013/14 | FC Sion               | Szwajcaria | Super League   | 24    | 7    |
| 2014/15 | FC Sion               | Szwajcaria | Super League   | 16    | 0    |
| 2015/16 | FC Sion               | Szwajcaria | Super League   | 34    | 6    |
| 2016/17 | FC Sion               | Szwajcaria | Super League   | 14    | 2    |
| 2016/17 | Le Havre AC           | Francja    | Ligue 2        | 8     | 2    |
| 2017/18 | Le Havre AC           | Francja    | Ligue 2        | 27    | 5    |
| 2018/19 | Le Havre AC           | Francja    | Ligue 2        | 16    | 0    |

## Kariera reprezentacyjna
Assifuah grał w młodzieżowych reprezentacjach Ghany. W 2013 roku wywalczył wicemistrzostwo Afryki na Mistrzostwach Afryki U-20. Na tym turnieju został wicekrólem strzelców z 3 golami. W tym samym roku wystąpił na Mistrzostwach Świata U-20 w Turcji. Z Ghaną zajął 3. miejsce na tym turnieju, a zdobywając 6 goli został jego najlepszym strzelcem.
W reprezentacji Ghany Assifuah zadebiutował 27 marca 2016 w zremisowanym 0:0 meczu kwalifikacji do Pucharu Narodów Afryki 2017 z Mozambikiem.